# يوغو تاتسوتا
يوغو تاتستا (باليابانية: 立田 悠悟) (21 يونيو 1998 في شيزوكا في اليابان –)؛ هو لاعب كرة قدم كان يلعب كمدافع.

## الحياة الاحترافية
ظهر تاتستا لأول مرة في كأس الدوري الياباني ضد كاشيوا ريسول في 15 مارس 2017

## الاحتراف الدولي
استدعى المدرب الياباني هاجيمي مورياسو تاتستا للمشاركة في بطولة كوبا أمريكا التي أقيمت في البرازيل في 24 مايو 2019  كما ظهر لأول مرة في 20 يونيو 2019 في مباراة ضد الأوروجواي، كبديل في الدقيقة 87 لتوموكي إيواتا.

## وصلات خارجية
- يوغو تاتسوتا على موقع رابطة كرة القدم اليابانية للمحترفين (اليابانية)
- يوغو تاتسوتا على موقع قاعدة بيانات كرة القدم.إي يو (الإنجليزية)
- يوغو تاتسوتا على موقع ناشيونال فوتبول تيمز (الإنجليزية)
- يوغو تاتسوتا على موقع Soccerway.com (الإنجليزية)
- يوغو تاتسوتا على موقع عالم كرة القدم.نت (الإنجليزية)